# Gaviezes pagasts
Gaviezes pagasts er en territorial enhed i Grobiņas novads i Letland. Pagasten havde 924 indbyggere i 2010 og omfatter et areal på 128.90 kvadratkilometer. Hovedbyen i pagasten er Gavieze.